# Wadel Abdelkader Kamougué
Wadel Abdelkader Kamouugué (20 de maio de 1939 - 9 de maio de 2011) foi um político e oficial do exército chadiano. Originário do sul do país, Kamouugué foi uma figura importante no golpe de Estado de 1975 que derrubou o presidente François Tombalbaye e posteriormente ocupou vários cargos no governo e no legislativo do Chade. Foi vice-presidente do Chade de 1979 a 1982 e presidente da Assembleia Nacional de 1997 a 2002. Kamougué também foi presidente do partido político União para a Renovação e a Democracia (URD) e foi nomeado ministro da Defesa Nacional em abril de 2008.
Faleceu em 9 de maio de 2011 após uma parada cardíaca na região de Koumra, no sul do Chade.